# Garrotxa

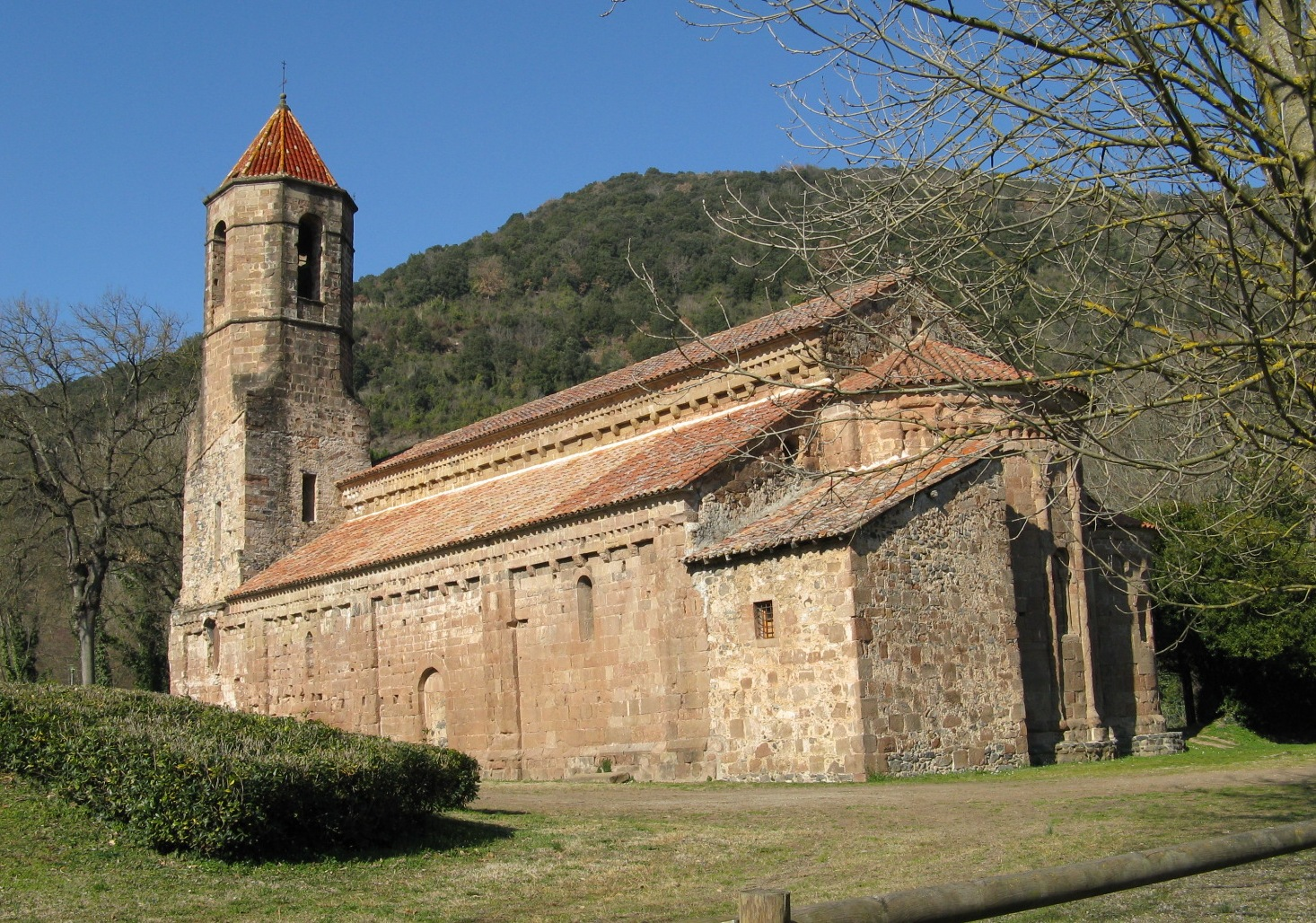
Sant Joan les Fonts

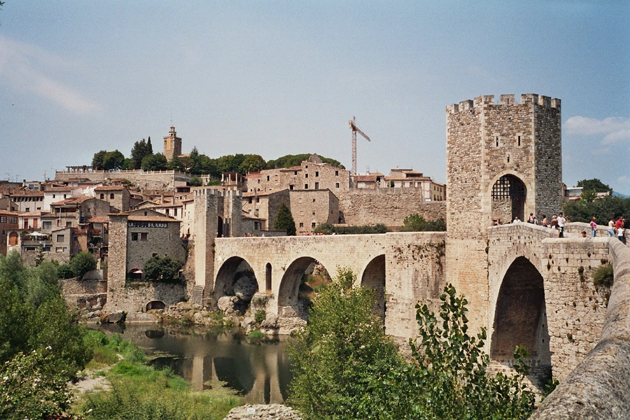
Besalú

Garrotxa (spanyolul: La Garrocha) járás (comarca) Katalóniában, Girona tartományban. Garrotxa Alt Empordà, Pla de l’Estany, Gironès, Selva, Osona, Ripollès és Vallespir járásokkal határos.
Jelenlegi területe többé-kevésbé a középkori Besalú grófságének felel meg.

## Története

### Besalú grófság

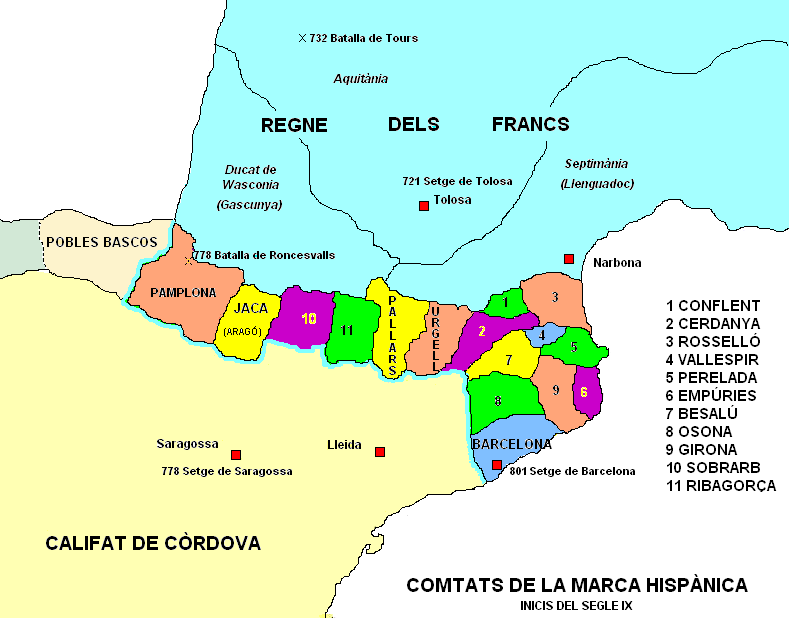
Marca Hispanica grófságai a 9. század elején

Besalú grófságot (katalánul: Comtat de Besalú, latinul: Comitatus Bisuldunensis) területét Jámbor Lajos 785-ben foglalta vissza a móroktól. 795-ben, amikor Nagy Károly afféle ütközőzónának létrehozta Marca Hispanica tartományt, Besalút nem önálló grófságként, hanem Girona grófság pagusaként (alárendelt közigazgatási egységeként) alakította ki (gyaníthatóan valamilyen, korábban ott létezett adminisztratív egység nyomán). Területe ekkor felölelte a teljes jelenlegi Garrotxa járást, és annak határain túlterjeszkedve átnyúlt a mostani Ripollès (spanyolul: Ripollés) járásba (Montgrony és Setcases falvak), Alt Empordà (spanyolul Alto Ampurdán) járásba (Agullana és Figueres falvak), és magában foglalta a jelenlegi Pla de l’Estany járásba tartozó Banyoles falut is. Kiterjedése később többször változott; egy időben egészen a mai Franciaországban fekvő Corbières faluig nyúlt északnak.
A 10. század elején a pagus Gironától Cerdanya grófság alárendeltségébe került át; 10/11. század fordulóján átmenetileg függetlenedett, majd 1111-ben végleg a Barcelonai grófság részévé vált.

## Települések
A települések utáni szám a népességet mutatja. Az adatok 2005 szerintiek.
- Argelaguer - 408
- Besalú - 2 211
- Beuda - 147
- Castellfollit de la Roca - 964
- Maià de Montcal - 374
- Mieres - 352
- Montagut i Oix - 875
- Olot - 31 271
- Les Planes d’Hostoles - 1 754
- Les Preses - 1 657
- Riudaura - 426
- Sales de Llierca - 117
- Sant Aniol de Finestres - 286
- Sant Feliu de Pallerols - 1 223
- Sant Ferriol - 206
- Sant Jaume de Llierca - 785
- Sant Joan les Fonts - 2 631
- Santa Pau - 1 541
- Tortellà - 714
- La Vall d’en Bas - 2 616
- La Vall de Bianya - 1 228